# Sulpici Luperc Servast
Sulpici Luperc Servast (Sulpicius Lupercus Servastus) fou un poeta llatí.
Dos dels seus poemes s'han conservat: una elegia titulada De Cupiditate, en 42 línies, i una oda sàfica titulada De Vetustate, en dotze línies. Els dos poemes apareixen a la col·lecció de Poetae Latini Minors, vol. III. pp. 235.
De la biografia del poeta no se'n sap res.